# 유엄 (삼호경후)
유엄(劉嚴, ? ~ ?)은 전한 후기의 제후로, 하간헌왕의 손자이다.

## 행적
원봉 원년(기원전 80년), 아버지 유면의 뒤를 이어 삼호후(參戶侯)에 봉해졌다. 시호를 경(敬)이라 하였고, 작위는 아들 유원이 이었다.

## 출전
- 반고, 《한서》 권15상 왕자후표 上

| 선대 아버지 삼호절후 유면 | 전한의 삼호후 기원전 80년 ~ ? | 후대 아들 삼호경후 유원 |